# قوانين بطاقات هوية الناخبين

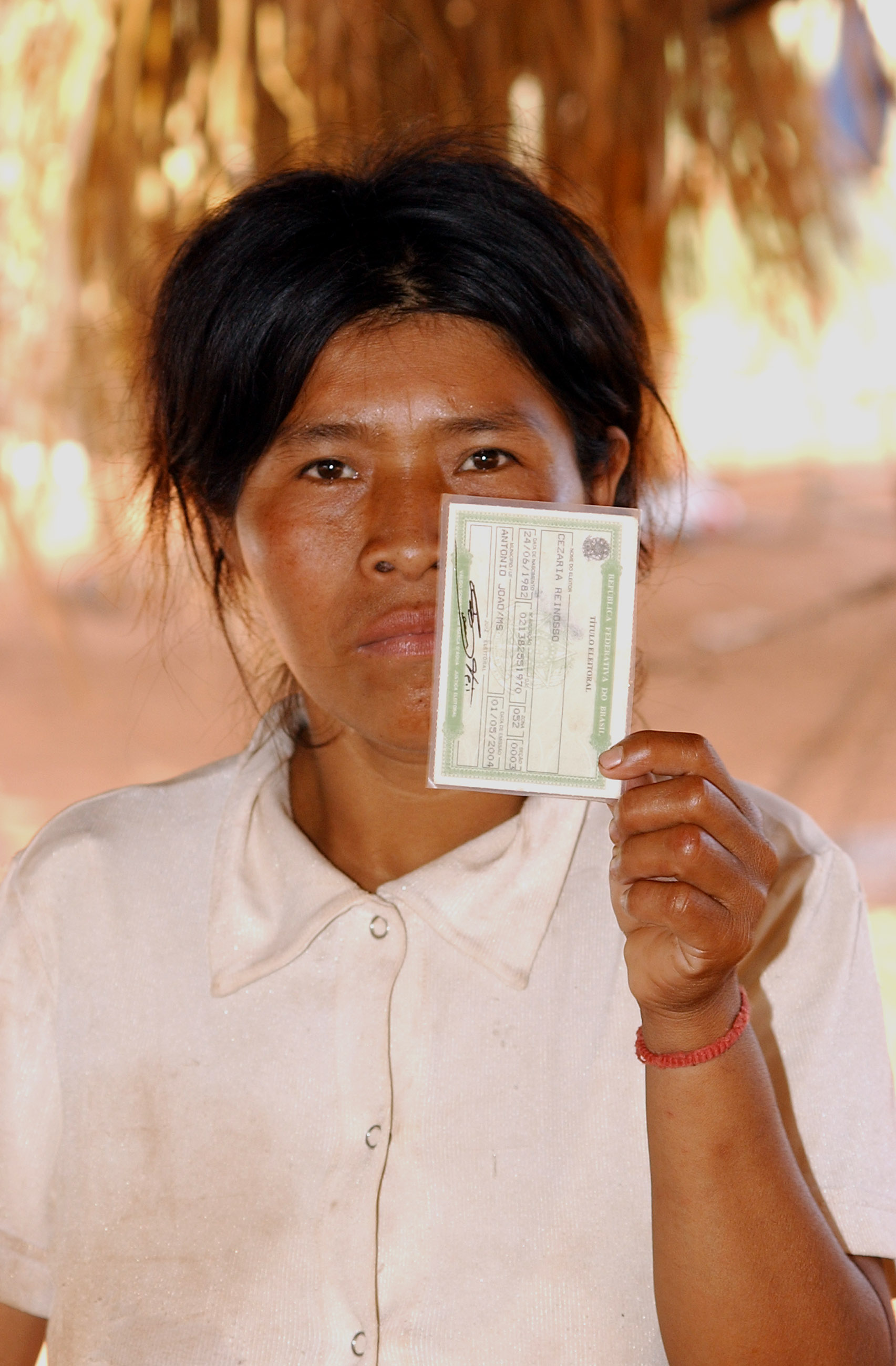

قانون بطاقات هوية الناخبين (بالإنجليزية: Voter ID law) هو قانون يتطلب شكلاً من أشكال تحديد الهوية من أجل التصويت أو الحصول على بطاقة اقتراع للانتخاب. وفي بعض الولايات القضائية، يجب على الناخبين تقديم بطاقة هوية تحمل صورة شخصية.

## كندا

### الانتخابات الاتحادية
في كندا، ترسل الحكومة الاتحادية عبر البريد بطاقة تأكيد التسجيل في الانتخابات الكندية، التي يأخذها الناخب معه عند ذهابه إلى مركز الاقتراع، وتتضمن بشكل مسبق تفاصيل المكان والموعد الذي سيقوم الشخص بالتصويت فيه. وحتى يتمكن الشخص من التصويت، يتعين عليه إثبات هويته وعنوانه. ويكون لدى الناخب ثلاثة خيارات:
1. إظهار إحدى بطاقات إثبات الهوية الأصلية التي بها الصورة الشخصية والاسم والعنوان مثل رخصة القيادة أو البطاقة الصحية. ويجب أن تكون صادرة عن جهة حكومية.

1. إظهار شكلين أصليين من أشكال تحديد الهوية. ويجب أن يحتوي كلا الشكلين على الاسم، كما يجب أن يحتوي أحدهما على العنوان. أمثلة: بطاقة هوية الطالب أو شهادة الميلاد أو بطاقة النقل العام أو فاتورة المرافق (مياه أو كهرباء) أو كشف حساب بنكي/بطاقة ائتمان وما إلى ذلك.

1. حلف اليمين في وجود ناخب يعرفه ويؤكد على هويته (وسيطلب من كلا الناخبين أداء اليمين). ويجب أن يكون لدى هذا الشخص بطاقة هوية مرخصة ويجب أن يكون اسمه واردًا في قائمة الناخبين في نفس شعبة الاقتراع التابع لها الناخب المعني. ويمكن لهذا الشخص أن يضمن ناخبًا واحدًا فقط ولا يستطيع الشخص المكفول ضمان ناخب آخر.

### انتخابات مجالس الأقاليم
في بعض الأقاليم مثل كيبيك، يتعين على المرء إثبات هويته عن طريق تقديم بطاقة التأمين الصحي أو رخصة القيادة أو جواز سفر كندي أو بطاقة انتساب للقوات الكندية. وجميع هذه البطاقات حاملة لصورة شخصية.

## ألمانيا
يوجد لدى ألمانيا نظام لتسجيل المقيمين قائم على المجتمع، وكل شخص يحق له التصويت يحصل على إخطار شخصي بالاقتراع قبل الانتخابات ببضعة أسابيع عن طريق البريد، ويبين هذا الإخطار مركز الاقتراع في الدائرة الانتخابية للناخب. ويتعين على الناخبين تقديم إخطار الاقتراع الخاص بهم أو أحد أشكال تحديد الهوية به صورة شخصية (بطاقة هوية أو جواز سفر أو شكل من أشكال تحديد الهوية) عند الإدلاء بالصوت. ويجوز لمسؤولي الانتخابات الامتناع عن المطالبة بإبراز بطاقة الهوية عندما يكون الناخب معروفًا شخصيًا لهم، شريطة أن يكون اسمه أو اسمها واردًا في سجل الناخبين الخاص بمركز الاقتراع.

## هولندا
يحتفظ مكتب التسجيل الخاص بكل بلدية في هولندا بسجل لجميع السكان. ويتلقى كل ناخب يحق له التصويت إخطارًا شخصيًا بالاقتراع عن طريق البريد قبل الانتخاب ببعضة أسابيع، حيث يبين مركز الاقتراع في الدائرة الانتخابية للناخب. ويتعين على الناخبين تقديم إخطار الاقتراع الخاص بهم أو أحد أشكال تحديد الهوية به صورة شخصية (جواز السفر أو بطاقة الهوية أو رخصة القيادة) عند الإدلاء بالصوت. ويجوز أن تكون بطاقة الهوية منتهية الصلاحية على ألا تزيد مدة انتهاء صلاحيتها على 5 سنوات.

## الولايات المتحدة
بسبب القوانين المناهضة لكل أشكال ضريبة الرأس في الولايات المتحدة، يجب تمديد حقوق التصويت بحرية ودون أي تكلفة مالية على كل ناخب يحق له التصويت قانونًا. وتقوم عدة حكومات تابعة للولايات بتحمل تكلفة بطاقات الناخبين وتوزيعها لمساعدتهم على الامتثال.
وينص قانون فلنساعد أمريكا على الاقتراع الفيدرالي الصادر عام 2002 على أن أي ناخب تم تسجيله عن طريق البريد، والذي لم يصوت من قبل في الانتخابات الفيدرالية، يجب أن يظهر بطاقة هوية بها صورة فوتوغرافية له صالحة أو نسخة من فاتورة الكهرباء أو الماء أو أي من المرافق أو كشف حساب بنكي أو شيكًا حكوميًا أو بيان راتب أو أي وثيقة حكومية أخرى بها اسم وعنوان الناخب. ويُستثنى الناخبون الذين قدموا أيًا من هذه الوثائق الخاصة بتحديد الهوية أثناء التسجيل، فضلاً عن الناخبين الذين يحق لهم التصويت عن طريق الاقتراع الغيابي بموجب قانون الاقتراع الغيابي للمواطنين النظاميين والعاملين في الخارج.
ويجمع مشروع النهوض الصادر عام 2012 خارطة تحتوي على قوانين تحديد هوية الناخبين في جميع الولايات الـ 50.

## الحبر الذي لا يمحى
يكمن أحد بدائل بطاقة هوية الناخبين في الكثير من البلدان في استخدام الحبر الذي لا يُمحى، الذي يتم وضع إصبع الناخب فيه بما يجعل من الصعب أن يقوم الناخب بالتصويت أكثر من مرة.